# Jockey Club (Bauwerk)

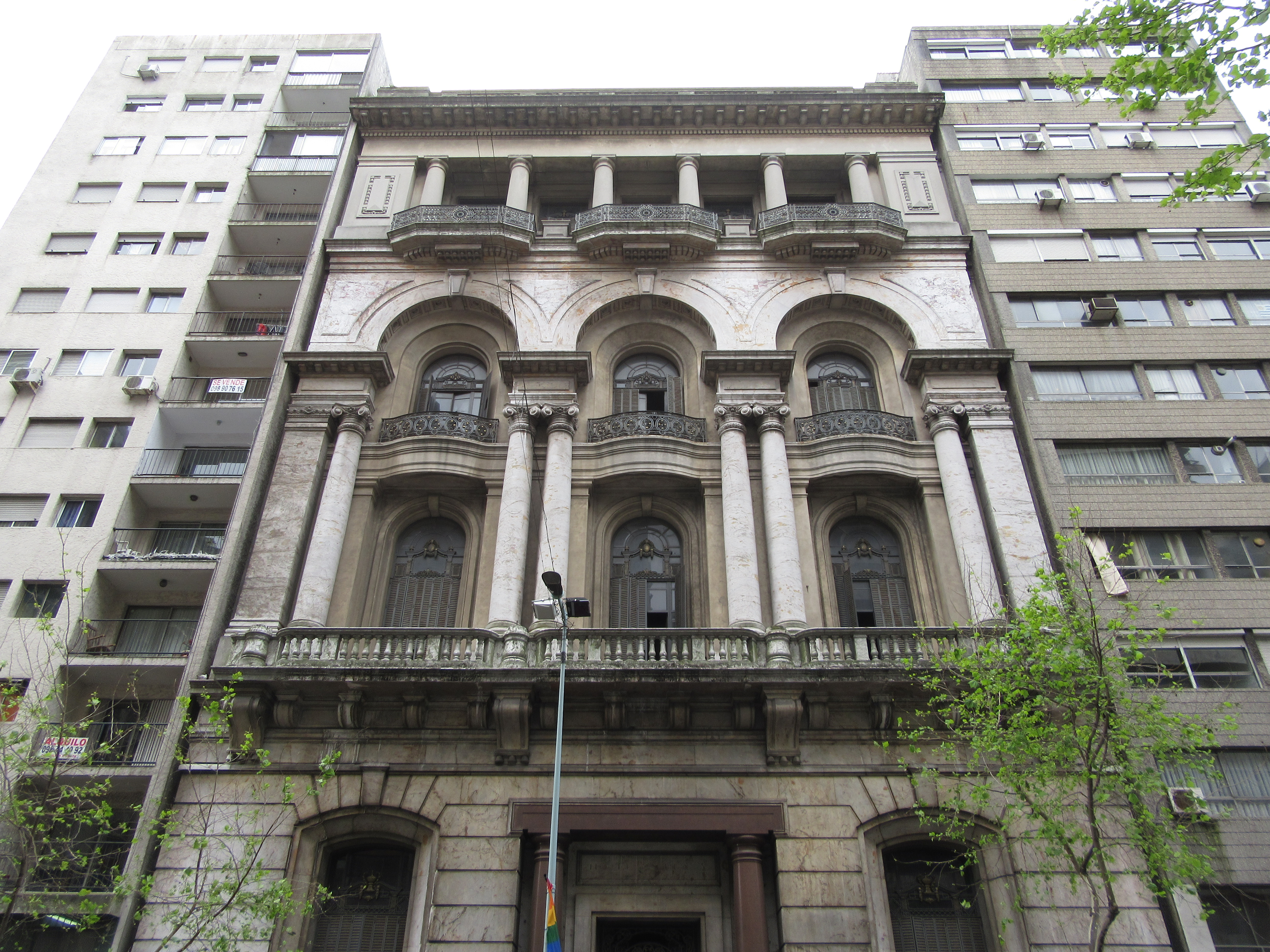
Edificio Jockey Club

Der Jockey Club ist ein Bauwerk in der uruguayischen Landeshauptstadt Montevideo.
Das Gebäude wurde in der Folge eines 1920 zu seiner Errichtung ausgetragenen Wettbewerbs erbaut und befindet sich im Barrio Centro an der Avenida 18 de Julio 857 zwischen den Straßen Andes und Convención. Für den Bau zeichnete als Architekt der Franzose José P. Carré verantwortlich. Architektonisch ist das Bauwerk dem historischen Eklektizismus zuzuordnen. Hier befindet sich der Sitz des Jockey Club.
Seit 1975 ist der Jockey Club als Monumento Histórico Nacional klassifiziert.